# تایجو
تایجو (به لاتین: Taizhou, Zhejiang) یک شهر مرکزی در جمهوری خلق چین است که در چجیانگ واقع شده‌است.

## خصوصیات
تایجو ۵٬۹۶۸٬۸۳۸ نفر جمعیت دارد.

## خواهرخوانده
شهر فورت‌وین، ایندیانا خواهرخواندهٔ تایجو هست.